# Gallartu
Gallartu es una entidad de población española del municipio de Orozco, perteneciente a la provincia de Vizcaya, en la comunidad autónoma del País Vasco.

## Historia
Hacia finales del siglo XIX, el lugar, ya por entonces perteneciente a Orozco, tenía contabilizada una población de alrededor de treinta habitantes. Aparece descrito en el quinto volumen del Diccionario geográfico, estadístico, histórico, biográfico, postal, municipal, marítimo y eclesiástico de España y sus posesiones de ultramar de Pablo Riera y Sans con las siguientes palabras:

GALLARTU.—B. agreg. al ayunt. de Orozco, cuya casa consistorial está en el b. de Zubiaur, otro de los que forman este ayunt. y del que dista la localidad que describimos 8'2 k. Cuenta sobre unos 30 hab. y 7 edif., dentre habitados é inhabitados. — Org. civ. Corresponde á la prov. de Vizcaya, y contribuye con su ayunt. á las elecciones de diputados provinciales y las de Córtes. — Org. mil. C. G. de las Provincias Vascongadas y C. M. de Vizcaya. — Org. ecle. Pertenece á la dióc. y arciprestazgo que su ayunt., en cuya cabecera está la iglesia parroquial.—Org. jud. Hállase adscrita al part. jud. y aud. de lo criminal de Bilbao y territ. de Búrgos. — Org. econ. Para el pago de impuestos depende de la Delegacion de Hacienda de su prov. — S. púb. Recibe y emite la corr. por la A. de Bilbao á Castejon, estacion y pt. de Areta y car. de Orozco. — Ob. púb. y med. de com. Se sirve de los caminos de que dispone su ayunt. — Ins. púb. La escuela reside en la cabecera de su ayunt. — Art., of. ind. La agricultura es la única ind. de esta localidad. — Pob. Nada de notable ofrecen sus edif., que son de humilde construccion y en el insignificante número que se ha expresado. — Sit. geog. y top. (Para sus límites y demas, Véase el artículo referente á su ayunt.).
(Riera y Sans, 1883, p. 32)

En 2022, la entidad singular de población tenía empadronados 37 habitantes y el núcleo de población, veintiuno.